# Gymnogonos ameriensis
Gymnogonos ameriensis is een hydroïdpoliep uit de familie Corymorphidae. De poliep komt uit het geslacht Gymnogonos. Gymnogonos ameriensis werd in 1979 voor het eerst wetenschappelijk beschreven door Stepanjants. 